# Corneville-sur-Risle
Corneville-sur-Risle település Franciaországban, Eure megyében. Lakosainak száma 1371 fő (2022. január 1.). Corneville-sur-Risle Appeville-Annebault, Campigny, Colletot, Condé-sur-Risle, Manneville-sur-Risle, Le Perrey és Pont-Audemer községekkel határos.

## Népesség
A település népességének változása:
| Lakosok száma | 876  | 1066 | 1163 | 1193 | 1301 | 1334 | 1357 | 1370 | 1371 | 1371 |
|               | 1968 | 1982 | 1990 | 2006 | 2013 | 2015 | 2017 | 2019 | 2020 | 2022 |